# Misawa (Giappone)
Misawa (三沢市?, Misawa-shi) è una città giapponese della prefettura di Aomori.

## Amministrazione

### Gemellaggi
- East Wenatchee, Stati Uniti
- Wenatchee, Stati Uniti

## Sport
È presente l'Arena del Ghiaccio Misawa, che ha ospitato le competizioni di short track dei Giochi asiatici invernali di Aomori 2003.